# Phoenix Television
Phoenix Satellite Television Holdings Ltd ou Phoenix Television é uma rede de televisão baseada em Hong Kong. É uma das poucas emissoras privadas autorizadas a transmitir na China continental.
A sede da empresa está localizada em Tai Po, Novos Territórios, e também tem escritórios correspondentes em Pequim, Xangai e Shenzhen. O escritório de Shenzhen é responsável por metade da produção dos programas de TV.
Lançada em Hong Kong em 1996, a Phoenix Satellite Television expandiu-se rapidamente de um único canal de entretenimento para um grupo multimídia integrado com 5 canais de televisão transmitindo em chinês mandarim e cobrindo mais de 150 países ao redor do mundo.